# Baekhyun (EP)
Baekhyun è il terzo EP (il primo in lingua giapponese) del cantante sudcoreano Baekhyun, pubblicato nel 2021.

## Tracce
1. Get You Alone – 4:06
2. Addicted – 3:48
3. Whippin' – 3:51
4. Drown – 3:42
5. Disappeared – 3:18
6. Stars – 4:14